# Arne Törnqvist
Nils Arne Törnqvist, född 26 april 1932 i Stockholm, död 30 mars 2003 i Stockholm, var en svensk författare, konstkritiker, målare, dramatiker, poet och översättare.
Han var son till konsertmästaren professor Ernst Reinhold Törnqvist och Elin Sofia Hjelm och från 1956 gift med läraren Kerstin Gunilla Jerndorf. Törnqvist blev fil. kand. 1954 och fil. lic. i konsthistoria 1966. Han arbetade som konstterapeut på Söderby sjukhus 1956–1960 och knöts 1963 som konstkritiker vid Stockholms Tidningen. Han medverkade även i Paletten. Han studerade målning vid Académie Libre i Stockholm 1951–1952 och under studieresor till Grekland, Italien och Nederländerna. Separat ställde han ut på Lilla Paviljongen i Stockholm 1956 och han medverkade i Liljevalchs Stockholmssalonger. Hans konst består huvudsakligen av målningar utförda i akvarell. Som dramatiker skrev han flera pjäser som har uppförts på Dramaten och som radioteater. Arne Törnqvist är begravd på Hamra kyrkogård på Gotland.

## Priser och utmärkelser
- De Nios Vinterpris 2001